# Oahu

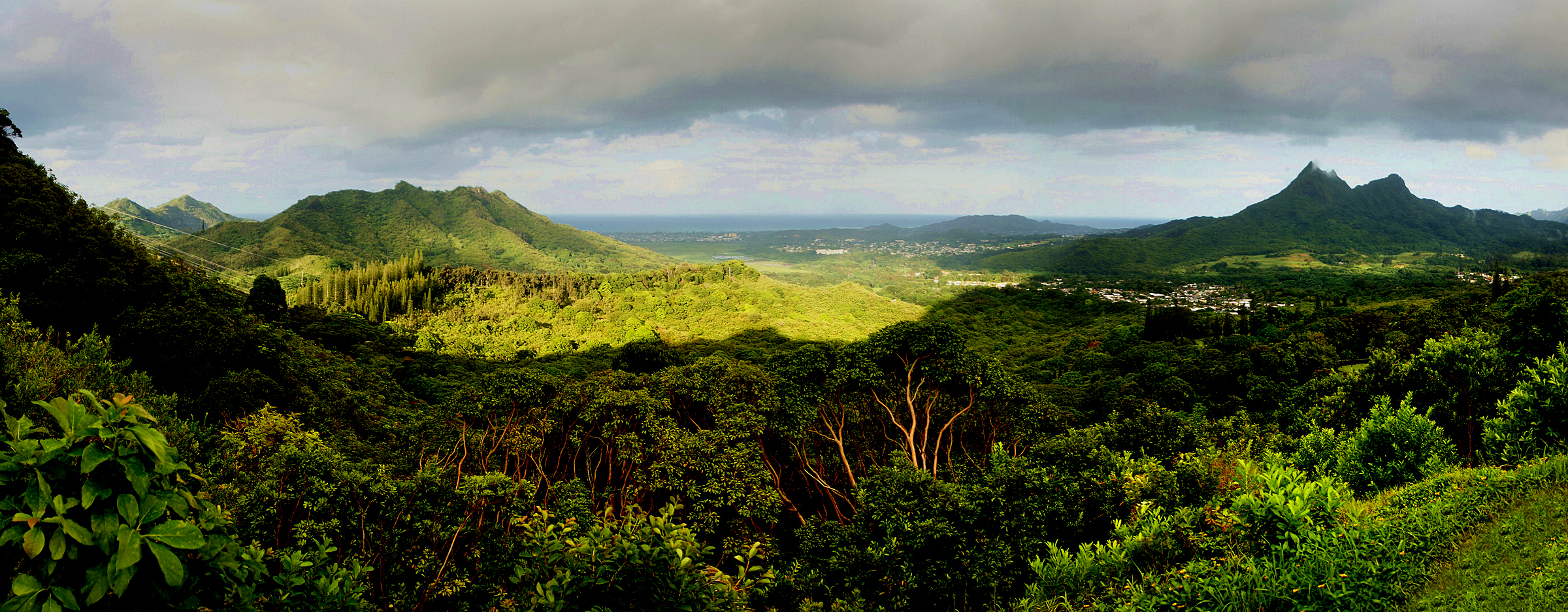
Nuʻuanu Pali

L'isola di Oahu (in hawaiiano Oʻahu) è l'isola delle Hawaii su cui si trovano la capitale Honolulu, Pearl Harbor, e più della metà della popolazione dello Stato - circa un milione di abitanti.
Il turismo si è sviluppato grazie alle bellezze naturali e alla possibilità di effettuare immersioni nei parchi marini protetti che circondano l'isola. Sul lato est di Oahu si trova la riserva naturale della baia di Hanauma tanto amata dai sub.
A partire dal 2004 ha acquistato notorietà mediatica perché utilizzata come set delle serie TV Lost e Hawaii Five-0, del film Hunger Games: La ragazza di fuoco, il videogioco Test Drive Unlimited (1 e 2) e soprattutto Magnum P.I., il telefilm cult degli anni '80. Questa isola viene usata come ambientazione su The Crew Motorfest.

## Geografia fisica
Oahu ha una superficie di 1600 km², terza (dopo Maui e l'isola di Hawaii) delle isole hawaiiane. È un'isola di origine vulcanica, originariamente formata da due vulcani, Wai'anae (a ovest) e Ko'olau (a est), i cui resti adesso formano le due catene principali di montagne a Oahu. Le due catene montuose sono collegate da un pianoro centrale, dove si trovano due paesi (Mililani e Wahiawa) e una base militare (Schofield Barracks) oltre a grandi campi di ananas.
Oltre ai due vulcani originali Oahu mostra molti esempi di vulcanismo più recente, compresi il famoso cono di Diamond Head, sopra Waikiki, e la baia di Hanauma, famosa per la sua scogliera corallina e pesci tropicali. Sul lato nord-orientale c'è l'ampia baia Kaneohe (Kāne'ohe Bay) al cui interno si trovano cinque isolette. Le due più importanti sono Mokoliʻi, a nord, e Coconut Island (detta anche Moku O Lo'e), la più grande delle cinque.

### Clima
Come tutte le isole hawaiiane Oahu è soggetta agli alisei, che soffiano prevalentemente da direzione fra nord e est. Quando gli alisei raggiungono le montagne risalgono e si raffreddano, permettendo all'umidità di condensarsi e causando pioggia. Il risultato è che la parte sopravvento dell'isola (cioè la parte a nord-est, soprattutto i paesi di Waimanalo, Kailua, e Kaneohe) è molto verdeggiante, mentre il resto dell'isola tende a essere più secco, soprattutto sulla costa occidentale (la costa di Waianae, con i paesi di Makaha, Waianae, Maili, e Nanakuli). Honolulu e Waikiki sono sulla costa meridionale (sulla baia di Mamala) e tendono a essere abbastanza secchi, ma con sufficienti precipitazioni; gli arcobaleni sono abbastanza comuni la mattina presto e nel tardo pomeriggio.

### Flora
L'isola ospita anche una sottospecie della specie Hibiscus kokio, lo Hibiscus kokio kokio, endemica delle Hawaii. Un altro fiore che cresce a Oahu e ne è addirittura il simbolo è la ʻIlima (Sida fallax).